# Daïra d'Amizour
La daïra d'Amizour est une circonscription administrative algérienne située dans la Wilaya de Béjaia et la région de Kabylie. Son chef-lieu est situé sur la commune éponyme d'Amizour.
La daïra regroupe les quatre communes d'Amizour, Aït Djellil, Semaoun et Ferraoun.

## Localisation
| El Kseur | El Kseur        | Béjaïa   |
| Timezrit | daïra d'Amizour | Tichy    |
| Seddouk  | Beni Maouche    | Barbacha |